# Groene Hartpad
Het Groene Hartpad (SP 12) is een streekpad met een lengte van 192 kilometer, gelegen in de provincies Zuid-Holland en Utrecht. Het pad is in beide richtingen gemarkeerd met geel-rode tekens en is in een Nivon-gidsje beschreven.
Het pad beoogt de wandelaar zo veel mogelijk door het open gebied van het Groene Hart te voeren, met vermijding van grote steden (met uitzondering van Rotterdam en Delft).

## Route
Het pad begint bij het station van Delft, gaat via Pijnacker naar Zoetermeer, Alphen aan den Rijn en Zuideinde (bij Nieuwkoop). Hier worden de Nieuwkoopse plassen overgestoken, waarna het riviertje de Meije wordt gevolgd tot Woerdense Verlaat. Hierna wordt de Grecht gevolgd tot Woerden. Na Woerden worden Linschoten, Montfoort en IJsselstein aangedaan.
Vervolgens gaat de route in westelijke richting naar Polsbroek en Stolwijk, en van daar naar Ouderkerk aan den IJssel en Capelle aan den IJssel. Via de Kralingse Plas en de buitenwijken van Rotterdam gaat de route door het Delfland via Berkel en Rodenrijs, Kethel en Schipluiden. Hierna keert de wandelaar weer terug naar Delft.
Hoewel het aandoen van een bebouwde omgeving vaak niet vermeden kan worden, en de bebouwing vrijwel steeds in elk geval in de verte te zien is, kennen een aantal trajecten, met name langs de Meije en de Grecht, een opmerkelijke mate van natuurschoon.
De route kruist op een aantal punten het Pelgrimspad (deel 1), het Floris V-pad en het Grote Rivierenpad.

## Vervoer en overnachtingen
De route heeft aansluiting op het openbaar vervoer met stations te Delft, Zoetermeer, Alphen aan den Rijn, Woerden, Rotterdam-Noord en Berkel en Rodenrijs, en busverbindingen met de overige plaatsen. Overnachtingsmogelijkheden zijn schaarser dan bij andere wandelroutes het geval is. Met name kampeermogelijkheden zijn slechts beperkt aanwezig.

## Afbeeldingen

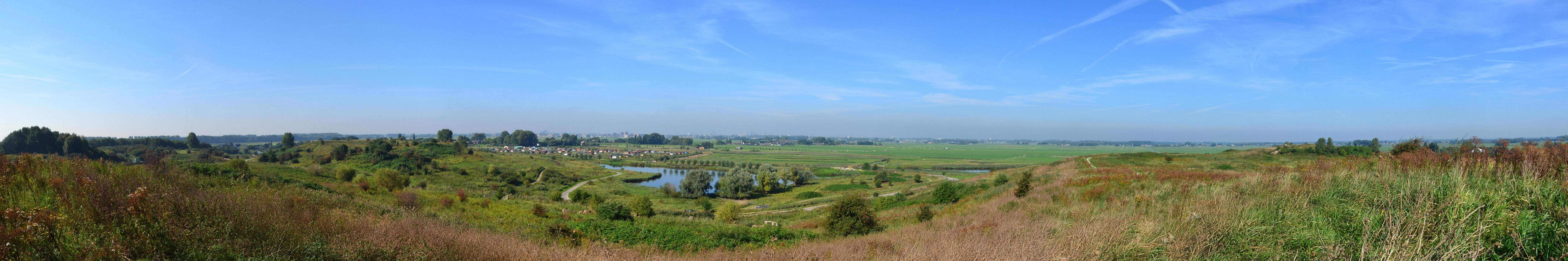
Gezicht op Den Haag vanaf Zoetermeer
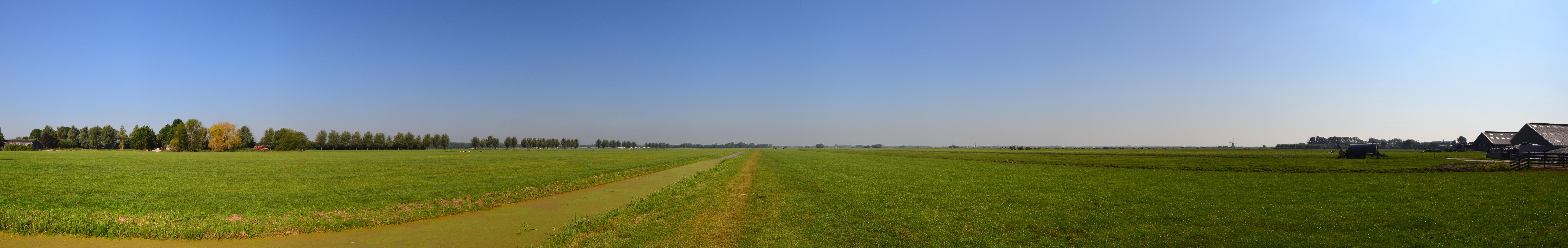
Tussen Alphen aan den Rijn en Aarlanderveen
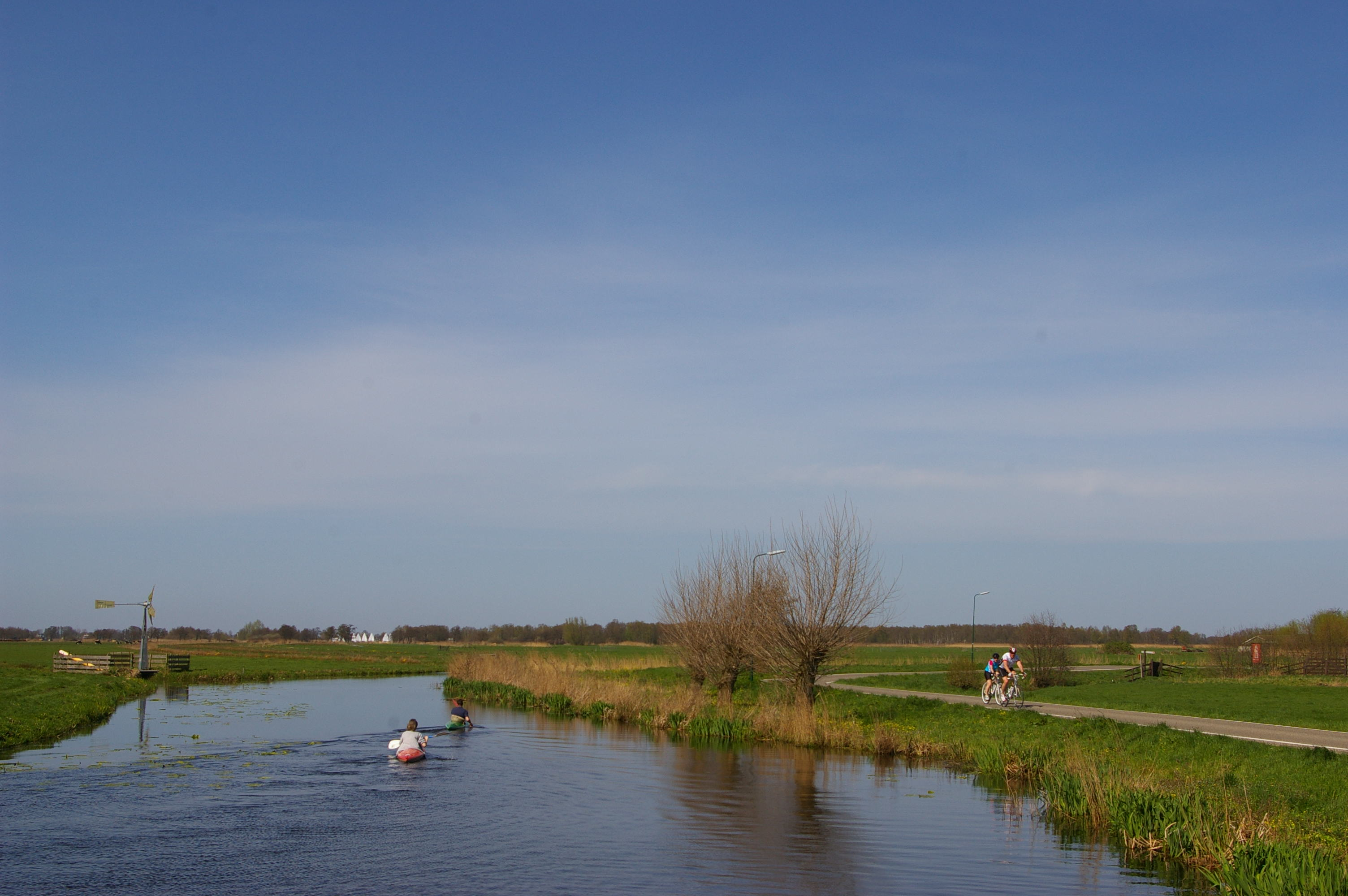
Langs de Meije
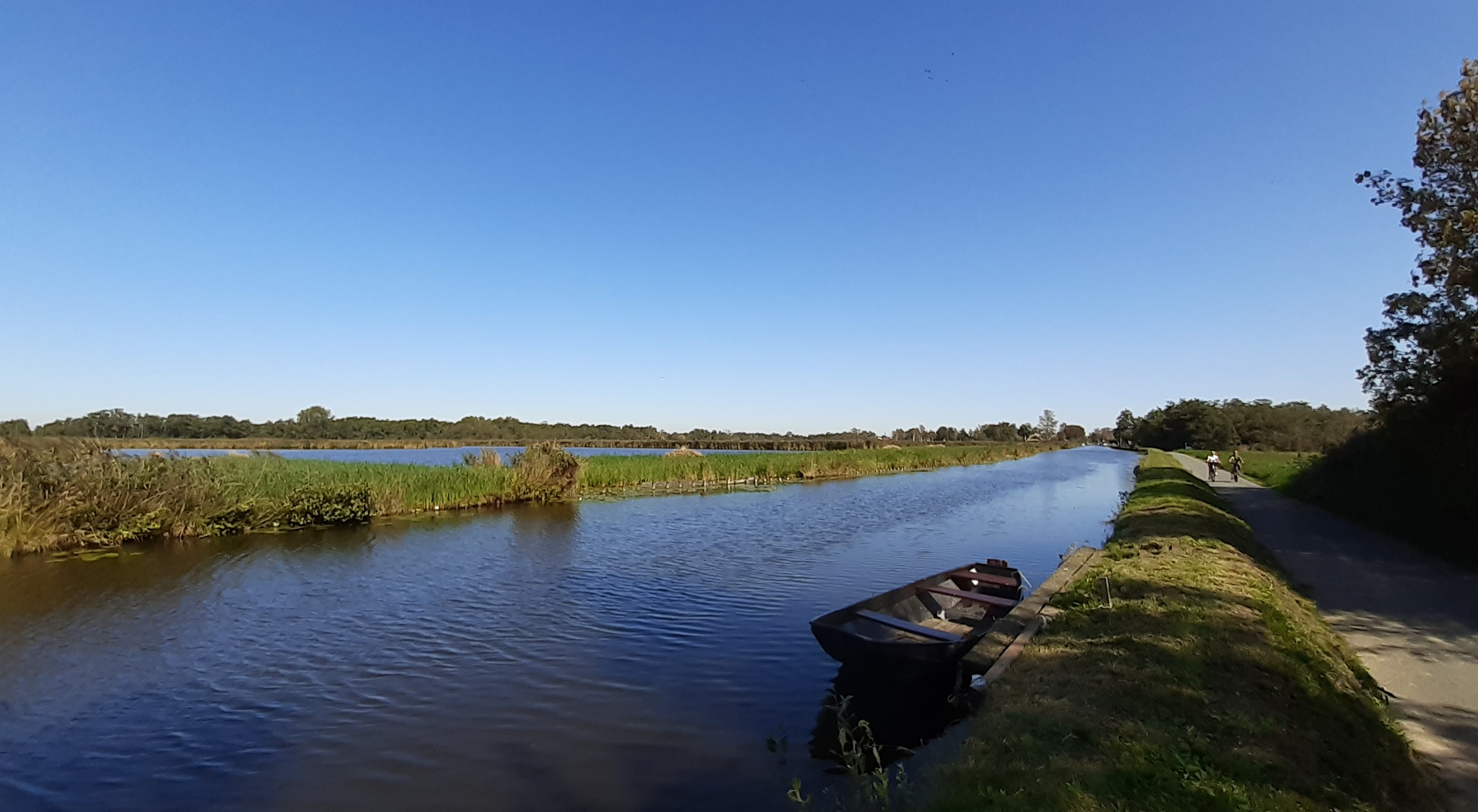
Bij Woerdense Verlaat
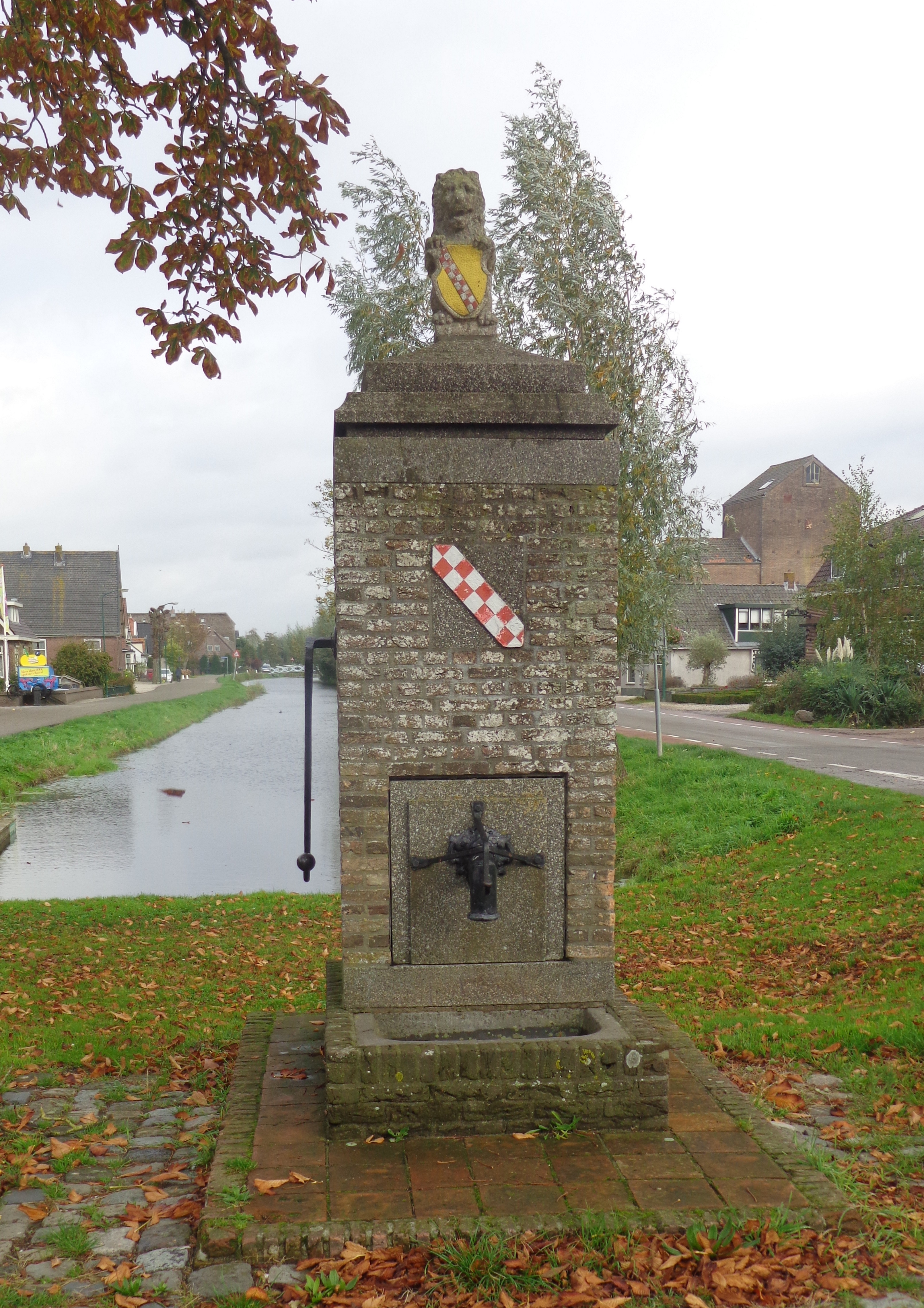
Polsbroek
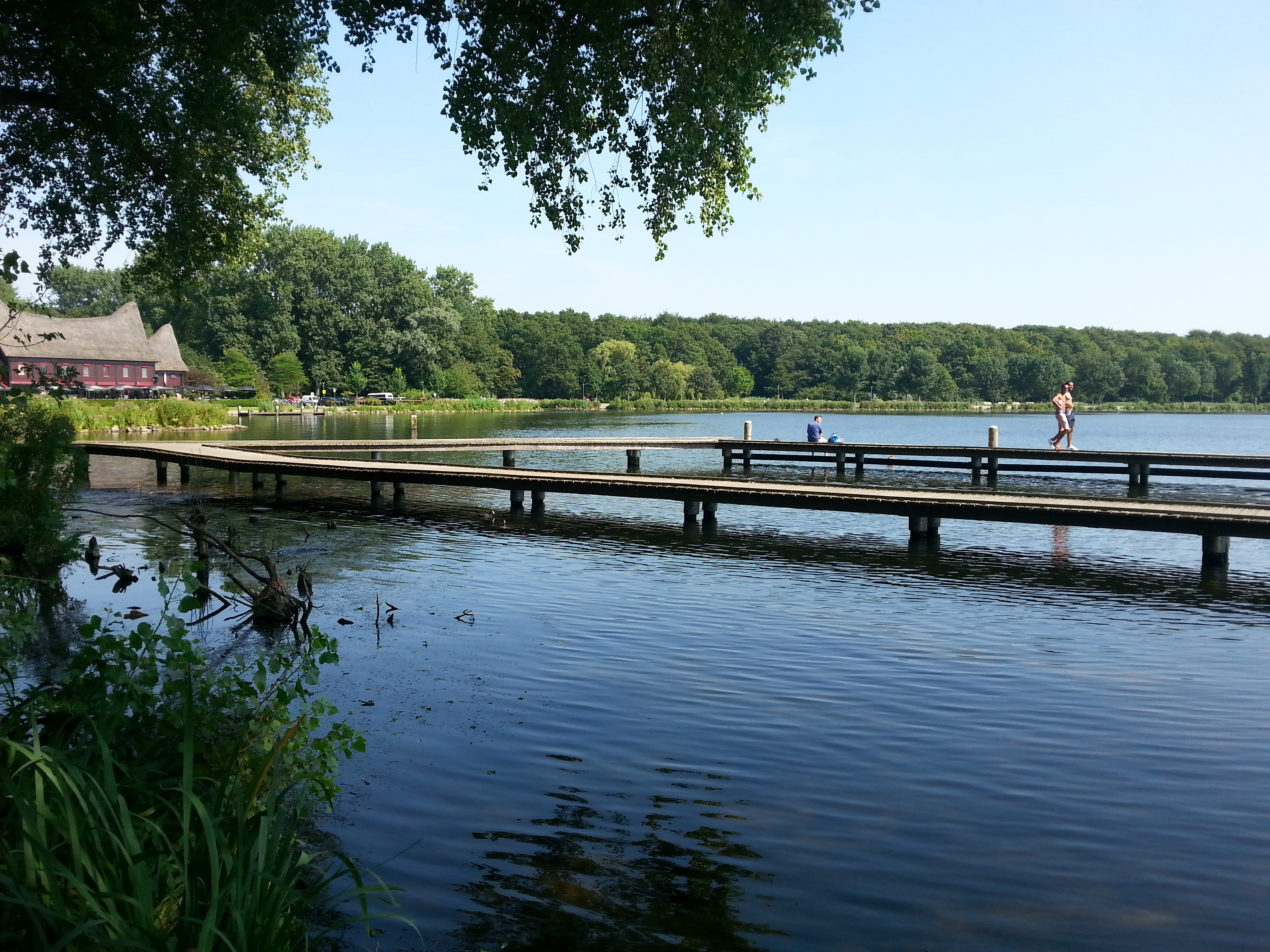
Kralingse Plas